# Marshall-Smith-Syndrom
Das Marshall-Smith-Syndrom ist eine sehr seltene angeborene Erkrankung mit den Hauptmerkmalen einer beschleunigten Knochenalterung kombiniert mit auffälligem Gesicht und Gedeihstörungen.
Synonyme sind: MRSHSS; Marshall-Syndrom; englisch Accelerated skeletal maturation, Marshall-Smith type; Marshall–Smith–Weaver syndrome
Weitere, wohl unrichtige Gleichsetzungen sind Greig-Zephalopolysyndaktylie und Greig-Syndrom I, vergleiche Greig-Syndrom mit anderer genetischer Grundlage.
Die Bezeichnung bezieht sich auf den Erstautor der Erstbeschreibung aus dem Jahre 1971 durch die US-amerikanischen Pädiater  Richard E. Marshall (* 30. Juli 1933) und David Weyhe Smith.

## Verbreitung
Die Häufigkeit wird mit unter 1 zu 1.000.000 angegeben, bislang wurden etwa 30 Patienten beschrieben. Die Vererbung erfolgt autosomal-dominant.

## Ursache
Der Erkrankung liegen Neumutationen im NFIX-Gen auf Chromosom 19 Genort 13.13 zugrunde, welches für ein Protein der CCAAT/Enhancer-Binding-Proteine-Familie kodiert.
Mutationen in diesem Gen finden sich auch beim Malan-Syndrom.

## Klinische Erscheinungen
Klinische Kriterien sind:
- Großwuchs
- bei Geburt akzeleriertes Knochenalter
- Gesichtsanomalien wie prominente Stirn, vorstehende Augen, blaue Skleren, Mikrogenie und nach vorne gerichtete Nasenlöcher
- Fütterprobleme
- Gedeihstörung
- häufige Atemwegsinfektionen

Viele Betroffene versterben bereits im Kleinkindesalter wegen Ateminsuffizienz.

## Diagnose
Die Diagnose ergibt sich aus der klinischen Untersuchung und Veränderungen im Röntgenbild (akzeleriertes Knochenalter, kurze, konisch geformte Finger- und Zehenknochen).

## Differentialdiagnose
Differentialdiagnostisch abzugrenzen sind Weaver-Syndrom, Malan-Syndrom und Sotos-Syndrom mit vergleichbaren Skelettbefunden.

## Therapie und Verlauf
Die Behandlung kann nur symptomatisch erfolgen mit Bekämpfung von Mangelernährung und Atemwegsinfektionen, welche die Prognose bestimmen.